# Bein Sports (Mena)

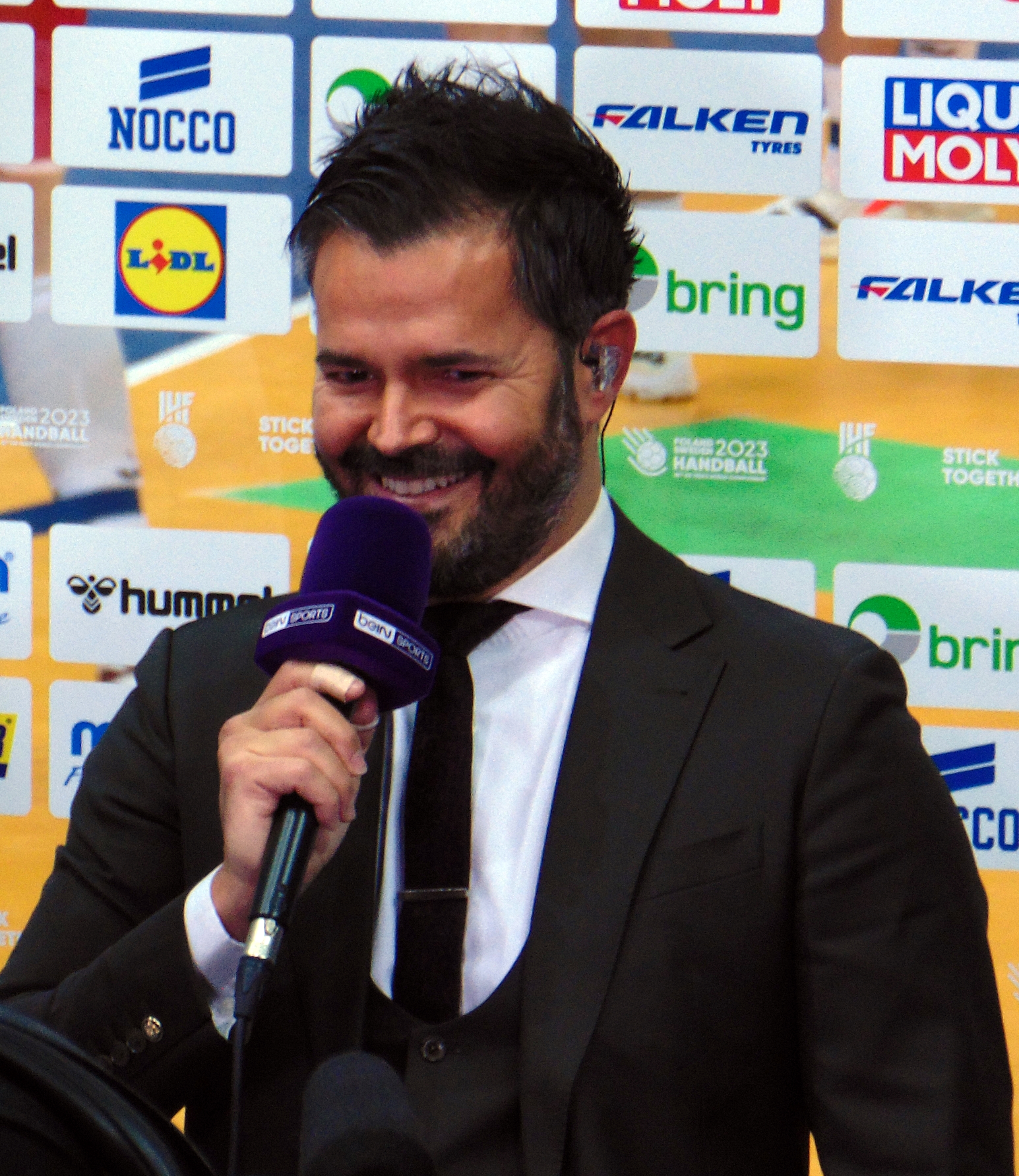
Journaliste Thomas Ferro Villechaize Bein Sport

BeIn Sports Mena est un réseau de télévision qatari diffusant au Moyen-Orient et en Afrique du Nord (« Mena » est l'acronyme de «  Middle East and North Africa »). Ce réseau est une filiale de BeIn Media Group, lui-même filiale de Al Jazeera Media Network. Il était connu de 2003 à 2013 sous le nom de Al Jazeera Sport.
Les chaînes sont principalement diffusées en arabe, mais offrent aussi des versions en anglais, espagnol et français. 
En juillet 2013, le réseau acquiert les droits pour le WE Championnat d'Angleterre de football sur la région Mena,.
Le réseau a été renommé « BeIn Sports » en décembre 2013 pour unifier les marques des réseaux de diffusion de sports du groupe international « Al Jazeera », ceci en prévision de la Coupe du monde de football de 2014.
Le 4 septembre 2017, le Comité international olympique (CIO) annonce un partenariat avec BeIn Sports pour le lancement d’une version en ligne locale de la Chaîne olympique sur la région Mena le 1er novembre 2017.

## Historique
Al Jazeera Sport est fondée le 1er novembre 2003 par la chaîne qatarienne Al Jazeera.
Le 1er novembre 2005, la chaîne lance son nouveau site Internet.
Le réseau de chaînes Al Jazeera Sport est séparé du groupe Al Jazeera et rebaptisé BeIn Sports le 1er janvier 2014, à l'image du nom de sa filiale BeIn Sports lancé en France un an et demi plus tôt.

### Identité visuelle (logo)

Logo d'Al Jazeera Sport de 2003 à 2009.
Logo de BeIn Sports du 1er janvier 2014 au 31 décembre 2016.
Logo de BeIn Sports depuis le 1er janvier 2017.

- BeIn Sports News HD (diffusé en clair)
- BeIn Sports HD (diffusé en clair)
- BeIn Sports 1 HD (en langue arabe pour les grands matches)
- BeIn Sports 2 HD (Barclays Premier League)
- BeIn Sports 3 HD (Liga BBVA)
- BeIn Sports 4 HD (Serie A)
- BeIn Sports 5 HD (Bundes Liga)
- BeIn Sports 6 HD (Ligue 1)
- BeIn Sports 7 HD (Ligue 1 Mobilis, Primera división)
- BeIn Sports 8 HD (Botola IAM ,Brasileirão et NBA)
- BeIn Sports 9 HD (divers sports dont football et tennis)
- BeIn Sports 10 HD (divers sports dont football)
- BeIn Sports 11 HD EN (Barclays Premier League en langue anglaise)
- BeIn Sports 12 HD EN (en langue anglaise)
- BeIn Sports 13 HD EN (en langue anglaise)
- BeIn Sports 14 HD FR (en langue française)
- BeIn Sports 15 HD FR (en langue française)
- BeIn Sports 16 HD FR (en langue française)
- BeIn Sports 17 HD ES (en langue espagnol)

## Présentation
Le bouquet Al Jazeera Sport a été lancé en novembre 2003 et son audience est estimée entre 30 et 40 millions de téléspectateurs[réf. nécessaire]. Son directeur général est Nasser Al-Khelaïfi, également dirigeant de la Qatar Sports Investment et propriétaire du Paris Saint-Germain depuis juillet 2011.
Ses locaux sont situés à Doha, dans le même complexe que les autres chaînes du groupe Al Jazeera. Depuis son lancement, la chaîne a transmis des compétitions sportives majeures. La plus grande part de temps d'antenne est consacrée au football. On[Qui ?] trouve 20 chaînes sur le bouquet : quatre chaînes libres : Al jazeera sports news, Al Jazeera Sports global, Al Jazeera Sports 1 et Al Jazeera Sports 2, 10 chaînes cryptées Al Jazeera +1, +2, +3, +4, +5, +6, +7, +8, +9, et +10, deux chaînes JSC Sports HD 1 et HD 2, NBA TV, ESPN, ESPN Classic, ESPN America, et enfin ART Sport 7 qui appartenait au bouquet ART mais ce dernier a été acheté par JSC Sports, et les dirigeants de cette dernière ont décidé de laisser cette chaîne au lieu de la supprimer comme les autres. À partir de 2009, le bouquet s'enrichit de 5 autres chaînes cryptées: +5, +6, +7, +8 et JSC Sports HD. Cet élargissement permet la diffusion à partir de la saison 2009-2010 des matches relatifs à la Ligue des Champions d'Europe (European Champions' League). Après le rachat du bouquet ART Sport par JSC Sports, et des compétitions dont ART détenait les droits, 4 chaînes sont créés pour les futurs grands événements comme la coupe du monde et la coupe d'Afrique de football : JSC Sports +9, +10, HD 2, et JSC Sports global (qui est libre). Les chaines NBA TV, ESPN, ESPN Classic, ESPN America, et enfin ART Sport 7 ont été rajoutés, ce qui a donc porté le total des chaines à 20[source secondaire nécessaire].

## Réactions
Beaucoup de personnes voient JSC Sports comme un monstre dans le monde de l'audiovisuel sportif, car ils détiennent les droits de nombreux championnats comme : La Coupe du monde de football 2010, 2014, 2018 et 2022, l'Euro 2012 et 2016, la Coupe d'Asie des nations de football, la Coupe d'Afrique des nations de football, la Copa América, Copa Libertadores, La Ligue des champions de l'UEFA, la Ligue Europa, la Ligue des champions de la CAF, la Coupe de la CAF, la Ligue des champions de l'AFC, la Liga, la Coupe du Roi, la Serie A, la Coupe d'Italie, la Ligue 1, la Coupe de France, l'Eredivisie, la Scottish Premier League,la Premier League, le Coca-Cola Championship (deuxième division anglaise), la FA Cup, la Carling Cup, le championnat argentin, le championnat brésilien, championnat saoudien, le championnat Qatari, la Gulf Cup,la Ryder Cup 2013, 2014, 2015, 2016 et 2017, les jeux panarabes, les jeux asiatiques, le championnat Algerien, le championnat tunisien, le championnat japonais, la Botola marocaine, la NBA basket ball, et bien d'autres compétitions comme Roland Garros, l'Open d'Australie, tous les Masters 1000 et L'ATP 500 Series, et en athlétisme toutes les grandes compétitions organisées par l'IAAF, et bien d'autres compétitions.

## Partenariats et exclusivités
En juillet 2017, la direction de la chaine annonce avoir remporté les droits exclusifs de diffusion de la Ligue des Champions de l'UEFA et de la Ligue Europa au Moyen-Orient et en Afrique du Nord (MENA) pour les saisons 2018/19 à 2020/21.
En novembre 2017, Yousef al Obaidly, le P-DG de beIN Media Group annonce la signature avec d'un accord l'England and Wales Cricket Board, l'instance dirigeante du cricket anglais et gallois, afin de diffuser les championnats anglais et gallois à travers le Moyen-Orient et l'Afrique du Nord (MENA).

### Consultants
| Coupe du monde 2010  |                    |                 |
| Chaine Arabe         |                    |                 |
| Tarak Dhiab          | Abdelhak Benchikha | Nabil Maâloul   |
| Sami Al Jaber (en)   | Nawaf Al Temyat    | Arrigo Sacchi   |
| Alessandro Altobelli | Badou Ezzaki       | Hazem Emam      |
| Bebeto               | José Pekerman      | Luis Aragonés   |
| Arsène Wenger        | Ronald de Boer     | Michael Laudrup |
| Lothar Matthäus      | Emmanuel Amunike   |                 |
| Chaine Anglais       |                    |                 |
| Trevor Francis       | Mark Hateley       | David Platt     |
| Sam Allardyce        | Tim Sherwood       | Glenn Hoddle    |
| Ray Wilkins          | Terry Venables     | Peter Reid      |
| Craig Brown          | Graeme Souness     | Iain Dowie      |
| Ali Benarbia         | Gus Poyet          | Frank Stapleton |

| Euro 2008          |                |                |               |
| Sami Al Jaber (en) | Rabah Madjer   | Tarak Dhiab    | Arsène Wenger |
| Sam Allardyce      | Peter Reid     | Francisco Buyo | Paulo Futre   |
| Cesare Maldini     | Cesare Maldini | David O'Leary  | David O'Leary |
| Euro 2012          |                |                |               |

| Championnats Domestic    |                                |                          |
| Cesare Maldini (Serie A) | Alessandro Altobelli (Serie A) | Hazem Emam (Serie A)     |
| Tarak Dhiab (La Liga)    | Francisco Buyo (La Liga)       | Rabah Madjer (SuperLiga) |

| Consultants     | Autre Competitions                           |
| Nawaf Al Temyat | Ligue des champions de l'AFC                 |
| Hani Al Dhabit  | Coupe du Golfe des nations 2009              |
| George Weah     | Coupe d'Afrique des nations de football 2010 |

## Diffusion
Le seul satellite européen qui diffuse JSC Sports est Hot Bird. Selon l'ancien directeur général de Al Jazeera, Aiman Jada, cette décision a été imposée car la chaine est captée au sud de l’Europe ce qui entraîne des problèmes de droits.